# VM i skak 1907
VM i skak 1907 var en match mellem den regerende mester, Emanuel Lasker fra Tyskland, og udfordreren, Frank Marshall fra USA. Matchen blev afviklet i perioden 26. januar – 6. april 1907 på en turne i byerne New York, Philadelphia, Washington D.C., Baltimore, Chicago og Memphis for at ende tilbage i New York til sidste parti. Vinderen af matchen var den, der nåede otte gevinster først, remis talte ikke. Lasker forsvarede titlen ved at vinde 8 – 0 (7 remis).

## Baggrund for matchen
Lasker havde siden han vandt revanchematchen mod Steinitz i 1896 holdt lange pauser, hvor han kun sjældent dukkede op til overfladen for at spille turneringer, dog med strålende resultater: Sejr i London 1899 og Paris 1900 med stort forspring i begge tilfælde. I stedet koncentrerede Lasker sig om sine studier som matematiker.
Fra 1904 forsøgte flere at få en match i stand, men udfordringer fra bl.a. Siegbert Tarrasch, Marshall og Géza Maróczy var alle strandet på enten Laskers økonomiske krav eller andet. Maróczy havde fået rejst pengene til en match på Cuba i 1906, men politiske uroligheder kom i vejen.
Til sidst gik Lasker med på at spille mod Marshall mod et indskud på 1.000 dollars.

## Matchregler
Reglerne svarede til Laskers to VM-matcher imod Wilhelm Steinitz, dog havde man skåret ned, så vinderen var den, der nåede først til otte sejre, remis tæller ikke.

## Styrkeforholdet inden matchen
Det var Laskers første titelmatch siden revanchematchen mod Steinitz i 1896, og Marshall havde inden matchen positiv score imod ham efter at have vundet et parti i turneringen i Paris i 1900 og spillet remis i turneringen i Cambridge Springs i 1904; en turnering som Marshall havde vundet med 1½ points forspring til Lasker, hvilket var første gang i næsten ti år, verdensmesteren ikke vandt en turnering, han deltog i.
Frank Marshall havde blandede matchresultater: I 1905 tabte han en match til Siegbert Tarrasch med 8-1 (8 remis), men vandt samme år 10 – 7 i en match mod Dawid Janowski, som på det tidspunkt blev regnet blandt verdens bedste spillere.
Alt i alt var vurderingen op til matchen, at Lasker ville være for stærk, så snart han genvandt sin gamle form.

## Matchresultat
| VM matchen Lasker-Marshall, 1907 | VM matchen Lasker-Marshall, 1907 | VM matchen Lasker-Marshall, 1907 | VM matchen Lasker-Marshall, 1907 | VM matchen Lasker-Marshall, 1907 | VM matchen Lasker-Marshall, 1907 | VM matchen Lasker-Marshall, 1907 |
| Parti                            | Dato (1907)                      | Hvid                             | Sort                             | Resultat                         | I alt Lasker                     | I alt Marshall                   |
| -------------------------------- | -------------------------------- | -------------------------------- | -------------------------------- | -------------------------------- | -------------------------------- | -------------------------------- |
| 1                                | 26. januar                       | Marshall                         | Lasker                           | 0 - 1                            | 1                                | 0                                |
| 2                                | 29. januar                       | Lasker                           | Marshall                         | 1 - 0                            | 2                                | 0                                |
| 3                                | 31. januar                       | Marshall                         | Lasker                           | 0 - 1                            | 3                                | 0                                |
| 4                                | 2. februar                       | Lasker                           | Marshall                         | ½ – ½                            | 3                                | 0                                |
| 5                                | 5. februar                       | Marshall                         | Lasker                           | ½ – ½                            | 3                                | 0                                |
| 6                                | 9. februar                       | Lasker                           | Marshall                         | ½ – ½                            | 3                                | 0                                |
| 7                                | 16. februar                      | Marshall                         | Lasker                           | ½ – ½                            | 3                                | 0                                |
| 8                                | 19. februar                      | Lasker                           | Marshall                         | 1 - 0                            | 4                                | 0                                |
| 9                                | 2. marts                         | Marshall                         | Lasker                           | ½ – ½                            | 4                                | 0                                |
| 10                               | 8. marts                         | Lasker                           | Marshall                         | ½ – ½                            | 4                                | 0                                |
| 11                               | 16. marts                        | Marshall                         | Lasker                           | ½ – ½                            | 4                                | 0                                |
| 12                               | 19. marts                        | Lasker                           | Marshall                         | 1 - 0                            | 5                                | 0                                |
| 13                               | 21. marts                        | Marshall                         | Lasker                           | 0 - 1                            | 6                                | 0                                |
| 14                               | 23. marts                        | Lasker                           | Marshall                         | 1 - 0                            | 7                                | 0                                |
| 15                               | 30. marts                        | Marshall                         | Lasker                           | 0 - 1                            | 8                                | 0                                |